# Bogdan I.
Bogdan I., nebo Bohdan I., též Bogdan Zakladatel (rumunsky: Bogdan Întemeietorul) byl prvním nezávislým vládcem Moldavského knížectví, poté co okolo roku 1359 setřásl uherský vliv.
Jeho rané mladí a původ jsou obestřeny nejasnostmi a jsou předmětem sporů historiků. První záznamy o jeho osobě říkají, že vládl na panství v Maramureși (patrně zde byl voleným náčelníkem), kde se vzbouřil proti Ludvíku I. Uherskému. Bogdan a jeho poddaní odešli z Maramureșe do Moldávie. Rok je nejistý, stalo se tak někdy mezi lety 1359 až 1365. Proč Bogdan odešel právě tam není jasné, ale podle některých historiků měl Bogdan zprávy o tom, že místní Valaši jsou naladěni proti Uhrům (uherské zdroje skutečně zaznamenaly povstání místních Valachů v roce 1360). I Moldávie byla v tu chvíli pod Ludvíkovou vládou, ale Bogdan násilím vyhnal k Uhrům loajálního vojvodu Balca a zmocnil se trůnu. Ludvík I. si nedokázal Moldavsko znovu podrobit (mj. kvůli oslabení v důsledku konfliktu s Karlem IV.) a pouze v odplatě zabavil Bogdanovy statky v Maramureși (1365) a daroval je Balcovi a jeho bratrům. Tím se z Moldavského knížectví stal druhý rumunský stát (vedle Valašského knížectví). Ludvík vedl proti Moldávii za Bogdanova života několik válek (jistě v letech 1366, 1368 a 1370), ale nikdy neuspěl. Podle historika Laurenţiua Rădvana Bogdanova říše zahrnovala oblast mezi Karpaty a řekou Dněstr, možná až k řece Čeremoš (dnes na Ukrajině). Královské sídlo bylo v Siretu. Bogdan zemřel v roce 1365 nebo 1367. Byl pohřben v klášteře svatého Mikuláše (dnes Bogdanův klášter) v Rădăuţi. Na trůně ho vystřídal jeho syn Laţcu (Lacko Moldavský) nebo Petru I.